# Liberale Cozza
Liberale Cozza (né à Venise le 20 juillet 1768 et mort dans la même ville le 26 mai 1821) est un peintre italien, actif principalement à Venise et Brescia dans un style néoclassique . 

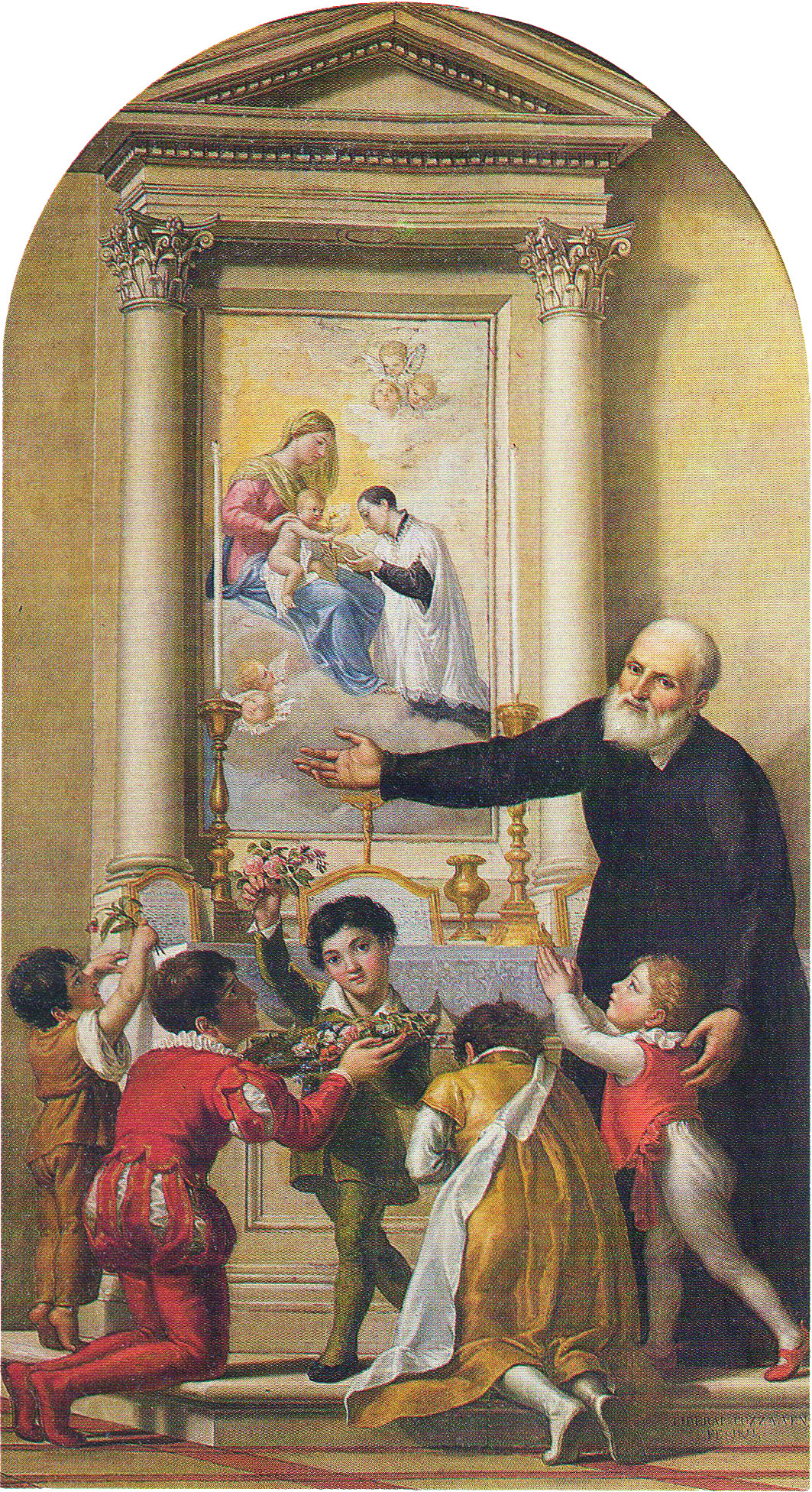
St Phillip Neri invite les enfants à vénérer la Madonna (1811) église San Giacomo, Brescia.

## Biographie
Liberale Cozza s'est formé auprès de Giovanni Battista Tosolini, mais est principalement autodidacte. Il a peint des paysages et des sujets historiques, mythologiques et religieux. 
Il était principalement actif en Vénétie. Un de ses élèves est  Ludovico Lipparini. Cozza a peint un St Urban convertit les païens (1798), conservé au Museo Diocesano de Padoue. Il a peint un St Ignace de Loyola (Stanislao Kotska?) Et Louis Gonzaga pour l'église de Église San Fantin de Venise, un St Louis Gonzaga pour l'église San Tomasso de Venise  et à la Villa a Caldaro à Brescia. Il a été chargé avec Antonio Canova, Francesco Hayez, Giovanni De Min, Lattanzio Querena  de créer des œuvres d'art en l'honneur du mariage de l'empereur François Ier d'Autriche avec Caroline Augusta.